# 長安口ダム
長安口ダム（ながやすぐちダム）は、徳島県那賀郡那賀町、一級河川・那賀川本川上流部に建設されたダムである。
徳島県が施工・管理を行っていた県営ダムだったが、近年の異常気象を機に徳島県の要請により国土交通省四国地方整備局に2007年（平成19年）より管理が移管され、現在は国土交通省直轄ダムである。高さ85.5メートルの重力式コンクリートダムで、ダムの規模としては本体・貯水池ともに徳島県最大。那賀川の治水と、水力発電を目的とした補助多目的ダムであるが、阿南市など下流域の利水（上水道・工業用水道）も司っている。那賀川水系最大にして、最も重要な位置を占めるダムであり、このダムの貯水率は、徳島県南部の経済活動に多大な影響を与える。

## 地理
那賀川は剣山山系の次郎笈にその源を発し、大きく蛇行を繰り返しながら歩危峡・鷲敷ラインなどの峡谷を形成し、阿南市において三角州を形成して紀伊水道に注ぐ、徳島県第一の大河川である。長安口ダムは那賀川が坂州木頭川と合流する直下に建設された。ダム上流には高さ62.5メートルのアーチ式コンクリートダムである小見野々（こみのの）ダム、下流には高さ30メートルの重力式ダムである川口ダムが建設され、支流には追立ダム（坂州木頭川）や大美谷ダム（大美谷川）がある。長安口・小見野々・川口の三ダムを総称し、「那賀川上流ダム群」と呼ぶ。ダムの名称は、大字である長安（ながやす）地区の入口に建設されたことから「長安口」となった。
なお、ダム完成当時の所在自治体は那賀郡上那賀町であったが、平成の大合併により木沢村・木頭村などと合併して那賀町となった。

## 沿革
那賀川はその流域が台風の進路に当たる地域であり、年間の降水量が約3,200ミリにも及ぶ日本屈指の多雨地域である。加えて急しゅんな地形と河川勾配が大きい急流であり、一度大雨が降ればたちまち暴れる河川であった。このため古くから河川改修は行われていたが、水害は容赦なく流域を襲っており「いたちごっこ」であった。反面流域は豊かな田畑を形成し、7,000ヘクタールに及ぶ農地の貴重な水源でもあったが、耕地拡大と共に水量が不足、容易に水不足に陥ることもしばしばであった。
治水については1929年（昭和4年）より内務省の直轄事業が開始され、阿南市古庄地点における計画高水流量（計画の基準となる過去最大の洪水量）を毎秒8,500立方メートルとすることで堤防を始めとする河川改修を実施していた。毎年繰り返される台風被害を防ぐことが最大の目的である。だがこの計画高水流量は1950年（昭和25年）9月3日に西日本を襲ったジェーン台風によって打ち破られた。この時の那賀川の洪水量は当初の基準量を毎秒500トン上回る毎秒9,000立方メートルであり、阿南市をはじめ流域に再び被害を与えた。これ以降、ジェーン台風における洪水量を基準として河川改修を再検討し、差分をダムによって調節することとした。
利水については、那賀川沿岸の農地と阿南市に建設された神崎製紙・山陽国策パルプの製紙工場がそれぞれ慣行水利権を保持していた。だが渇水時には取水量が不足するため、安定した用水補給が求められた。さらに当時徳島県は小松島港や橘港などの港と広大な土地を利用して一大工業地帯を建設する計画を立てていた。那賀川は急流にして水量が豊富であることから水力発電の有力な候補地として注目され、電源開発を行うことで工業地帯への電力供給を目指した。
こうした経緯から、那賀川のより確実な治水と、河水を利用した用水補給と電力供給を図るため1950年国土総合開発法の施行に伴い那賀川流域はテネシー川流域開発公社（TVA）方式の河川開発が計画され、那賀川特定地域総合開発計画の対象地域に指定された。これに伴い徳島県は那賀川総合開発計画を立案した。そしてこの第一期事業として那賀郡上那賀町大戸地先に大規模な多目的ダムを建設し、徳島県内の産業を発展させる基礎を築こうとした。その第一期事業が長安口ダムである。

## 補償
長安口ダム建設に伴い、上那賀町及び木沢村の106戸・106世帯が水没対象となった。1953年（昭和28年）4月、水没住民の要望で徳島県は団体交渉による補償交渉に臨んだ。住民側は代表者10名を選出して、県側と約一年半にわたる交渉を行った。だが、補償額を始めとする一般補償基準の折り合いが付かず、団体交渉は翌1954年（昭和29年）に決裂。これ以後一戸毎の個人交渉による妥結を図り71戸が補償に応じた。しかし団体交渉時に選出された10名の代表者を含む35戸は県側の補償基準を不満として最後まで強硬に反対、交渉は1955年（昭和30年）にまでもつれこんだ。4月に徳島県議会電力特別委員会が事業の進捗を図るために周旋に乗り出し、斡旋交渉を行ってようやく妥結した。
漁業権に関しては那賀川全域の漁業権を保有する那賀川漁業協同組合連合会があり、アユを始めとする漁業を生業としていた。このためダム建設に対しては組合員1,270名が一致して反対運動を展開し、この解決にも時間が掛かった。さらに那賀川上流部は豊富な森林資源を有し、筏流しによる流木輸送が古くから実施されていた。だがダム建設によって筏流しは完全に不可能となり、流筏業者は完全に失業する。失業を余儀無くされる業者1,037名に対しては補償として転廃業資金を支払うことで妥結、流筏に替わる陸上輸送の代替事業として林道約16キロメートルの敷設と、貯水池付近に二箇所の揚木場・施設を建設して林業振興を図った。
1950年より始まった補償交渉は最終的に1957年（昭和32年）、ダム完成後にようやく全ての補償交渉を終了した。ダム完成後まで補償交渉が長期化したのは異例であり、現在では考えられないことであった。それだけ当時は国土開発が最優先課題であったことが窺えるが、阿南市や小松島市などの産業発展のために、106世帯の住民・1,037名の流筏業者・1,270名の漁業関係者の犠牲の上に成り立った事業であることもまた事実である。

## 目的
ダム建設に先立ち、建設を行うための電力供給が必要となった。このためダム上流で那賀川に合流する坂州木頭（さかすきとう）川に重力式の追立（おったち）ダムを1952年（昭和27年）に建設し、そこから取水した水で坂州発電所（認可出力：2,400キロワット）による水力発電を行い、ダム建設に必要な電力を供給した。ダム自体は1950年11月より着工し、1955年11月ダム湖に試験的に貯水を行う試験湛水を開始。1956年（昭和31年）1月に完成し、稼働を開始した。目的は洪水調節、不特定利水、水力発電の三つである。
洪水調節については先述の通りジェーン台風を基準に100年に1度の確率の洪水を対象に、ダム地点における計画高水流量を毎秒6,400トンから毎秒5,400立方メートル（毎秒1,000立方メートルのカット）へと低減させる。毎秒5,400立方メートルを最大で放流することから、強力な水圧に耐えられる水門を六門備えている。不特定利水については阿南市・小松島市・那賀郡那賀川町・那賀郡羽ノ浦町の農地7,300ヘクタールに対して、最大で毎秒30立方メートルの慣行水利権分の農業用水を補給するほか、王子製紙と日本製紙が持つ既得工業用水利権分の用水も補給する。
水力発電については、下流に建設されたダム水路式発電所である日野谷発電所によって認可出力6万2,000キロワットを発電する。フランシス水車3台を有し、那賀川水系では最大の水力発電所である。また第二期那賀川総合開発計画として、下流の那賀町吉野（建設当時は那賀郡相生町）に川口ダムを1960年（昭和35年）10月に完成させ、長安口ダムから放流する水量を平均化して下流への影響を抑制する逆調整池の機能を持たせるほか、新たに川口発電所を設置し認可出力1万1,700キロワットを発電する。これらの電力は何れも四国電力に売電（卸供給）され地元に供給される。一方四国電力は長安口ダム上流に新たな発電用ダムの建設を計画、長安口ダムとの間で揚水発電を行って夏季ピーク時の電力消費を補おうとした。これが1968年（昭和43年）に完成した小見野々ダムであり、ダムに付設する蔭平発電所は認可出力4万6,500キロワットを発電する。こうして那賀川総合開発計画は一応の完成を見た。
なお、長安口・川口・小見野々の三ダムは上水道や工業用水道の新規供給を目的とはしていない。だが、那賀川は流域自治体の水道供給源でもあることから、3ダムは利水目的においても重要な位置を占める。このため発電専用である川口・小見野々両ダムは利水供給の義務は全く無いものの、流域の水道供給に重要な役割を担っている。このため、この3ダムは流域住民の水がめとしても、貴重な存在である。

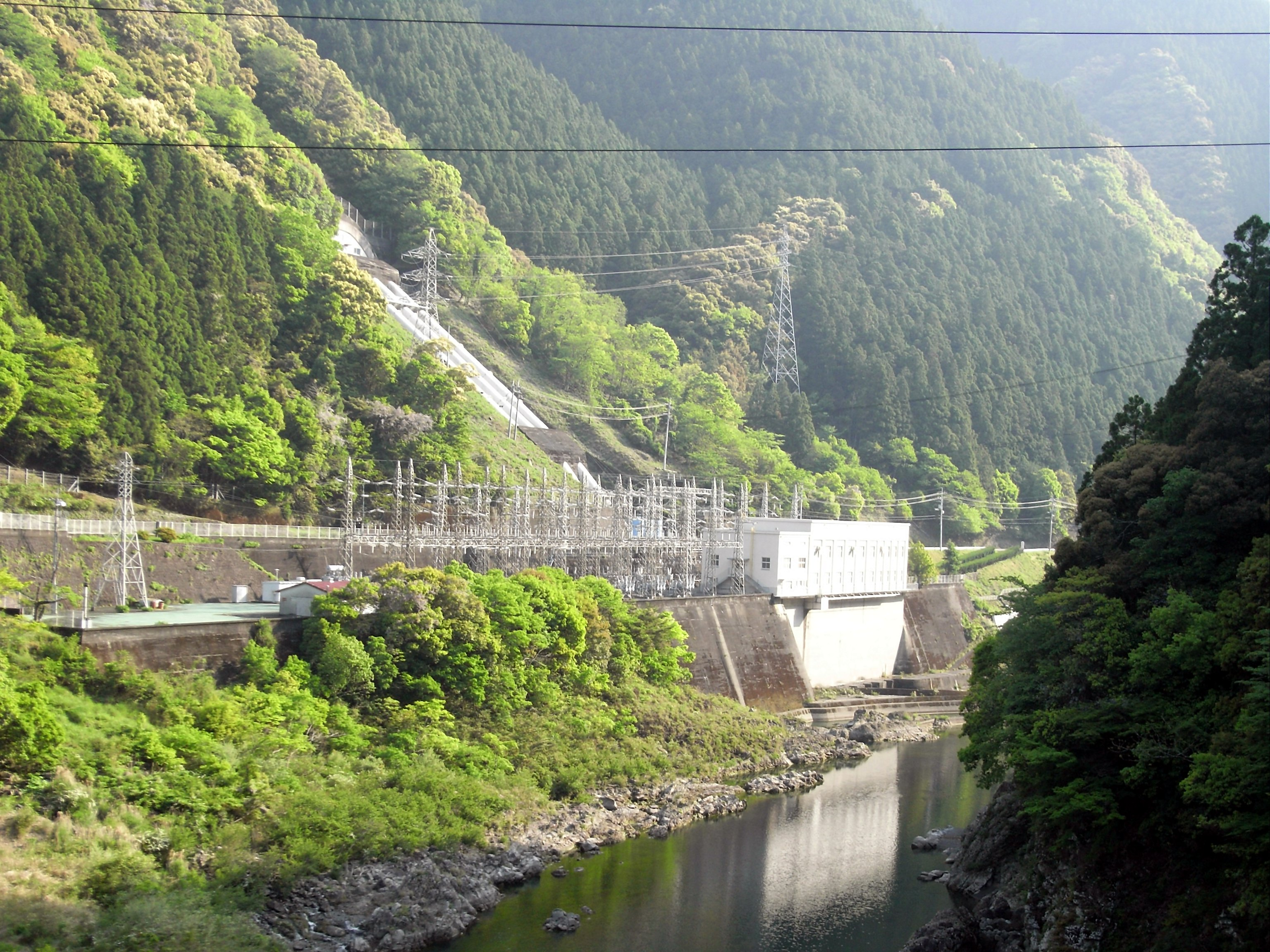
日野谷発電所。那賀川水系最大の水力発電所。
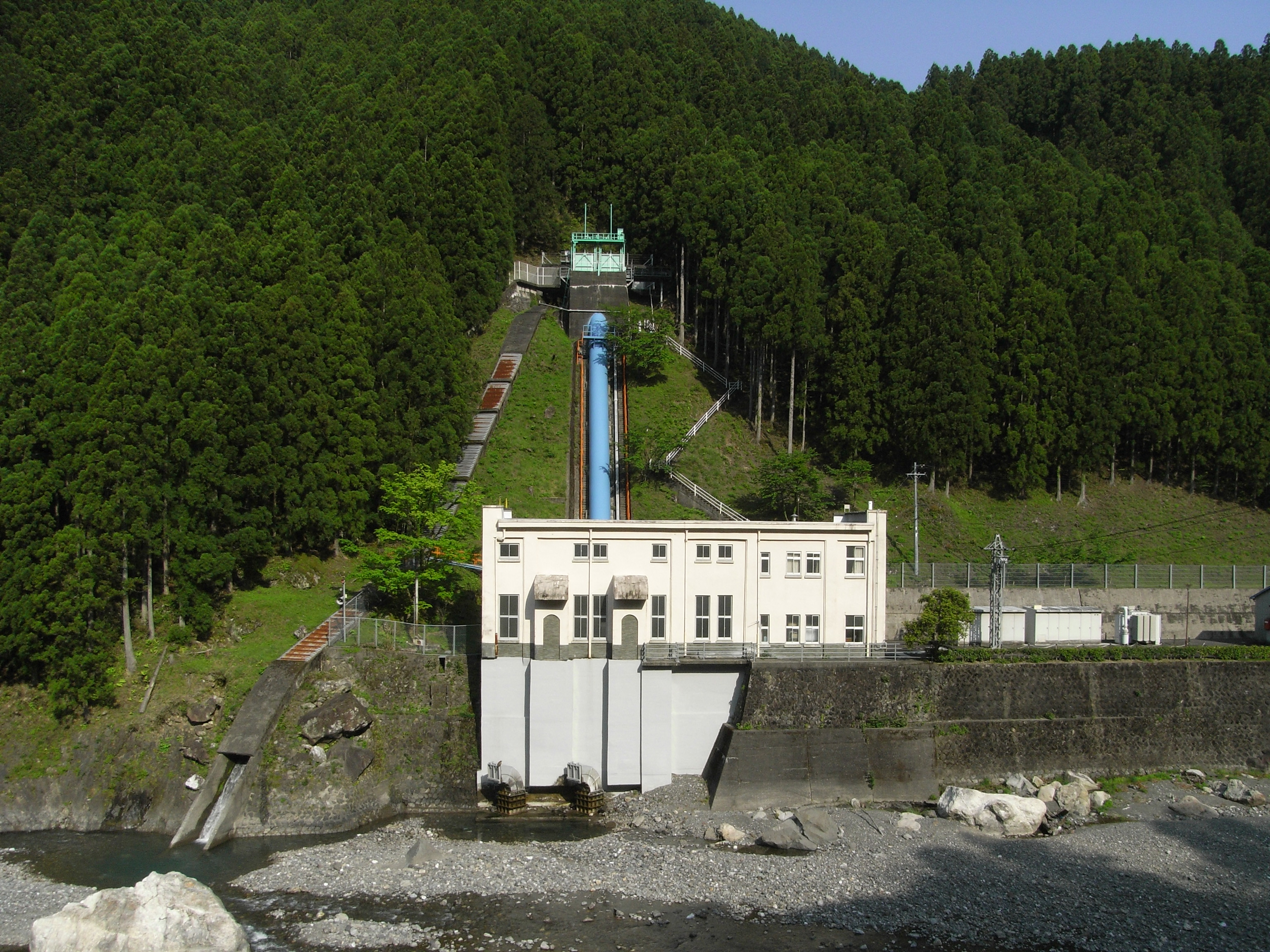
坂州発電所。ダム建設に必要な電力供給を目的に建設された。
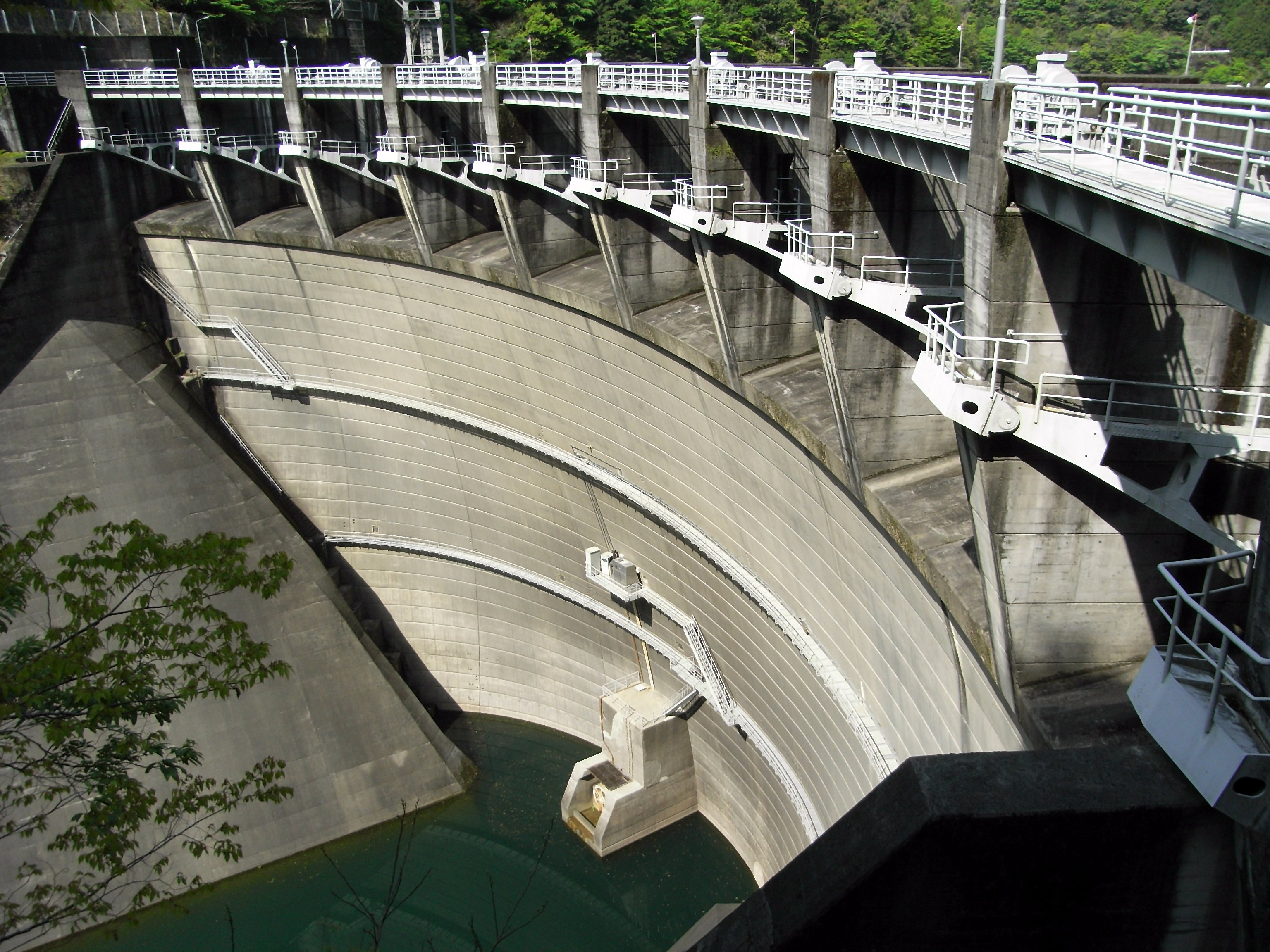
小見野々ダム。長安口ダムとの間で揚水発電を行う。
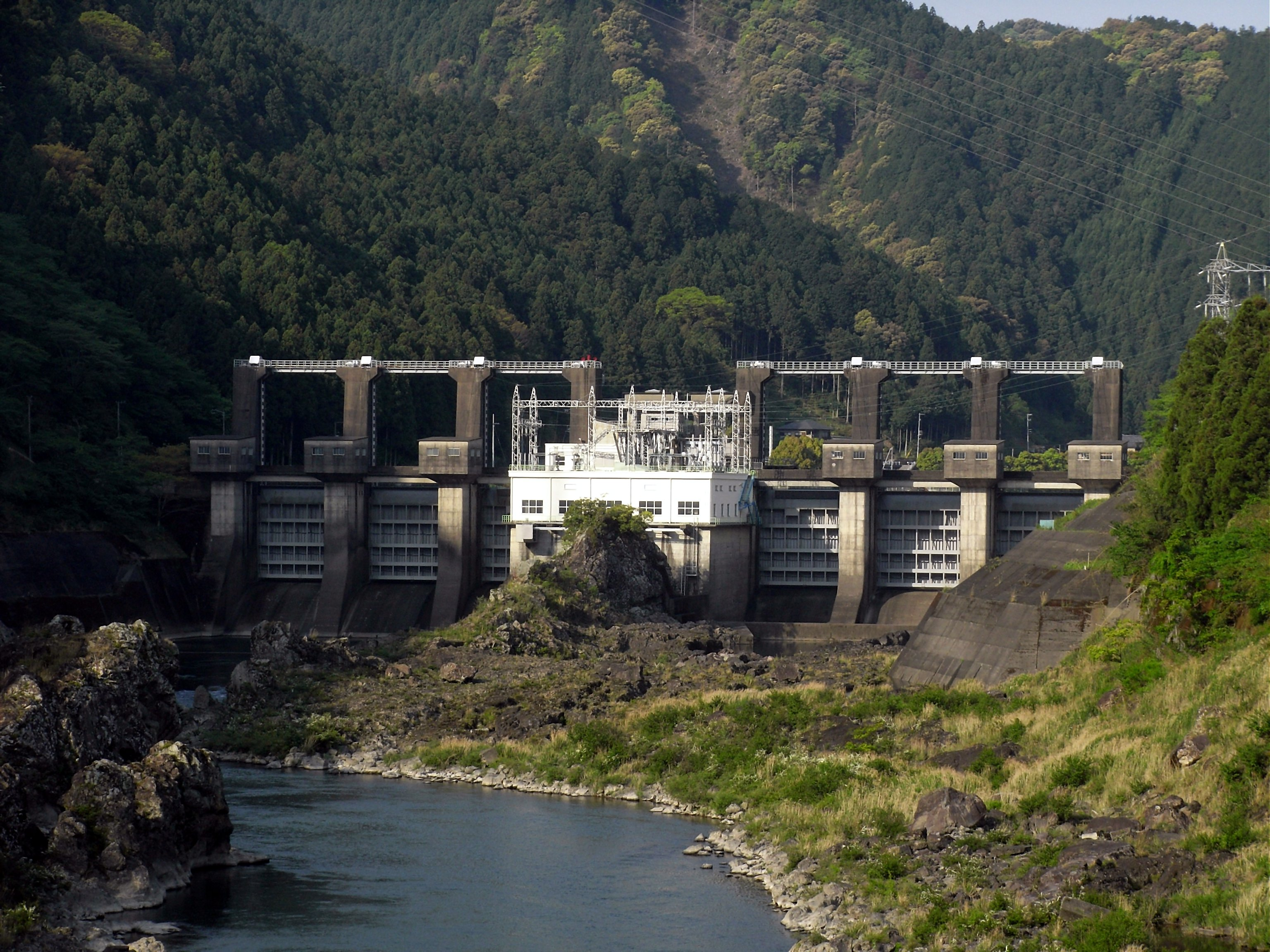
川口ダム。ダム湖であるあじさい湖は日野谷発電所の逆調整池。

## 開発と問題
長安口ダム完成後、那賀川下流部の阿南市をはじめとする工業地帯は発展を見せ、県南地域の経済は活性化した。また、以前に比べ水害の頻度は減少したものの、解決が難しい新たな問題が生じた。ここでは時系列に沿った形で詳述する。

### ダム堆砂

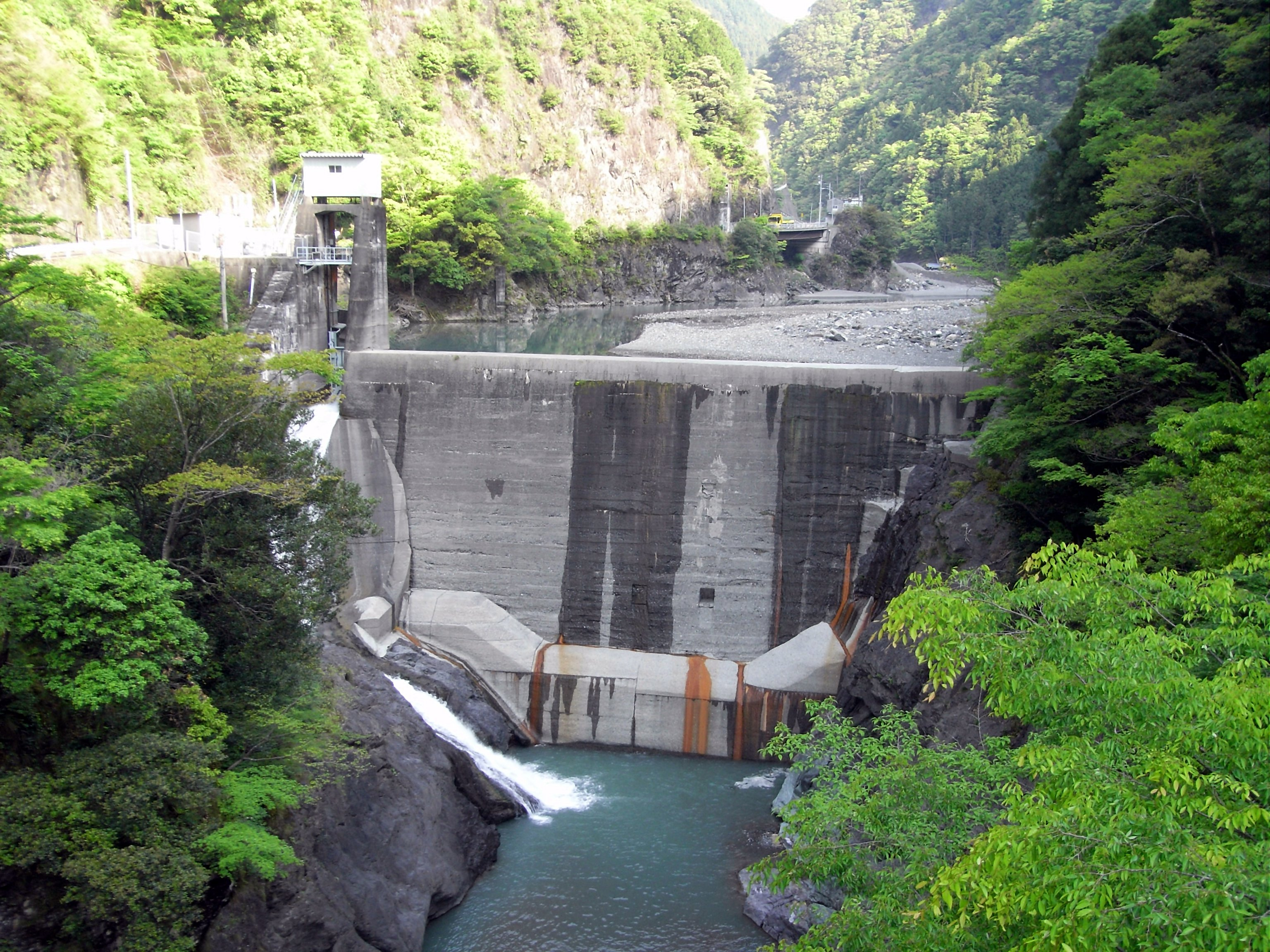
追立ダム
極度の堆砂によってダムとしての機能を喪失した。

那賀川流域は剣山山系を流域に持つが、この山系は土砂が崩落しやすい地域であった。さらに産業構造の変化や海外からの安価な輸入木材が国内に流通するに伴い林業が衰退、植林されたスギ林はメンテナンスされず放置されていった。森林は適度に間伐されることで適度な保水力を有し土砂災害や土砂流出を抑制するが、このような複合的な要因で那賀川上流部では土砂の崩落が続出した。現在でも当該地域は国土交通省砂防部が指定する全国14の重荒廃地域の一つに指定されている。こうした土砂は長安口・小見野々・追立の各ダムに流入し、深刻な堆砂問題をひき起こした。特に追立ダムの場合、坂州木頭川が運搬する土砂が膨大であり貯水池は堆砂で完全に埋没。高さ15メートル以上あるにも拘らず現在ではダムとして認められていない。また小見野々ダムでは上流の歩危峡が堆砂で埋没、河床上昇による水害の被害を木頭村が訴えるようになった。そして長安口ダムでも堆砂が徐々に進行していった。

### 放流被害訴訟
1971年（昭和46年）、台風23号の襲来によって那賀川流域は豪雨被害を受けた。この中で長安口ダムは計画高水流量を上回る洪水が押し寄せ、ただし書き操作による放流を実施した。この時の放流量は計画放流量の限界を100トン上回る毎秒5,500トンであった。この台風によって下流の那賀郡鷲敷町（当時）が浸水被害を受けたが、ダム操作の過失（定められた流量を超える放流を行った）で水害が増幅したとして、徳島地方裁判所に対し「長安口ダム放流被害訴訟」を起こした。1988年（昭和63年）の第一審では徳島地裁がダム操作の過失を認め、河川管理者の国とダム管理者の徳島県に損害賠償を命じた。これに対し国と県は高松高等裁判所に控訴、1994年（平成6年）の控訴審においては「想定外の豪雨では止むを得ない操作であった」として住民の逆転敗訴となった。不服とした住民は最高裁判所に上告を行ったが、最高裁は1998年（平成10年）に上告を棄却し住民の敗訴が確定した。治水とは複数の施策（堤防・ダム・川幅拡張・浚渫・排水機場建設など）を効果的に行うことで初めて達成されるものであり、ダム単独で完全な治水が達成されることは有り得ない。だが住民はダムに大きな信頼を持っていたこともあり、この一件はダム事業・河川事業に対する大きな不信となった。

### 細川内ダム
台風23号による記録的な被害や、高度経済成長による水不足の可能性を背景に当時の建設省は、小見野々ダム上流の木頭村西宇地区に高さ106メートルの重力式、総貯水容量6,800万トンの巨大な特定多目的ダムを建設する計画を1972年（昭和47年）に発表した。これが細川内ダム（ほそごうちダム）である。このダム計画に対して木頭村は発表直後から絶対反対の姿勢を貫いた。特にサラリーマンから木頭村村長となった藤田恵は、ダム反対条例などを制定して反対運動の先頭に立ち、建設省と一切の妥協を許さなかった。この細川内ダム反対運動はやがて全国に知られるようになり、多くのダム反対活動家や日本共産党、朝日新聞がこれを支援した。1996年（平成8年）、第2次橋本内閣の建設大臣であった亀井静香がダム建設の凍結を発表し、2000年（平成12年）に計画は正式に中止となった。ダム中止の背景として、治水事業としてのコストがかさむことと、利水事業として水需要が伸び悩みこれ以上の需要が見込めないという理由があった。

### 連年の渇水と洪水

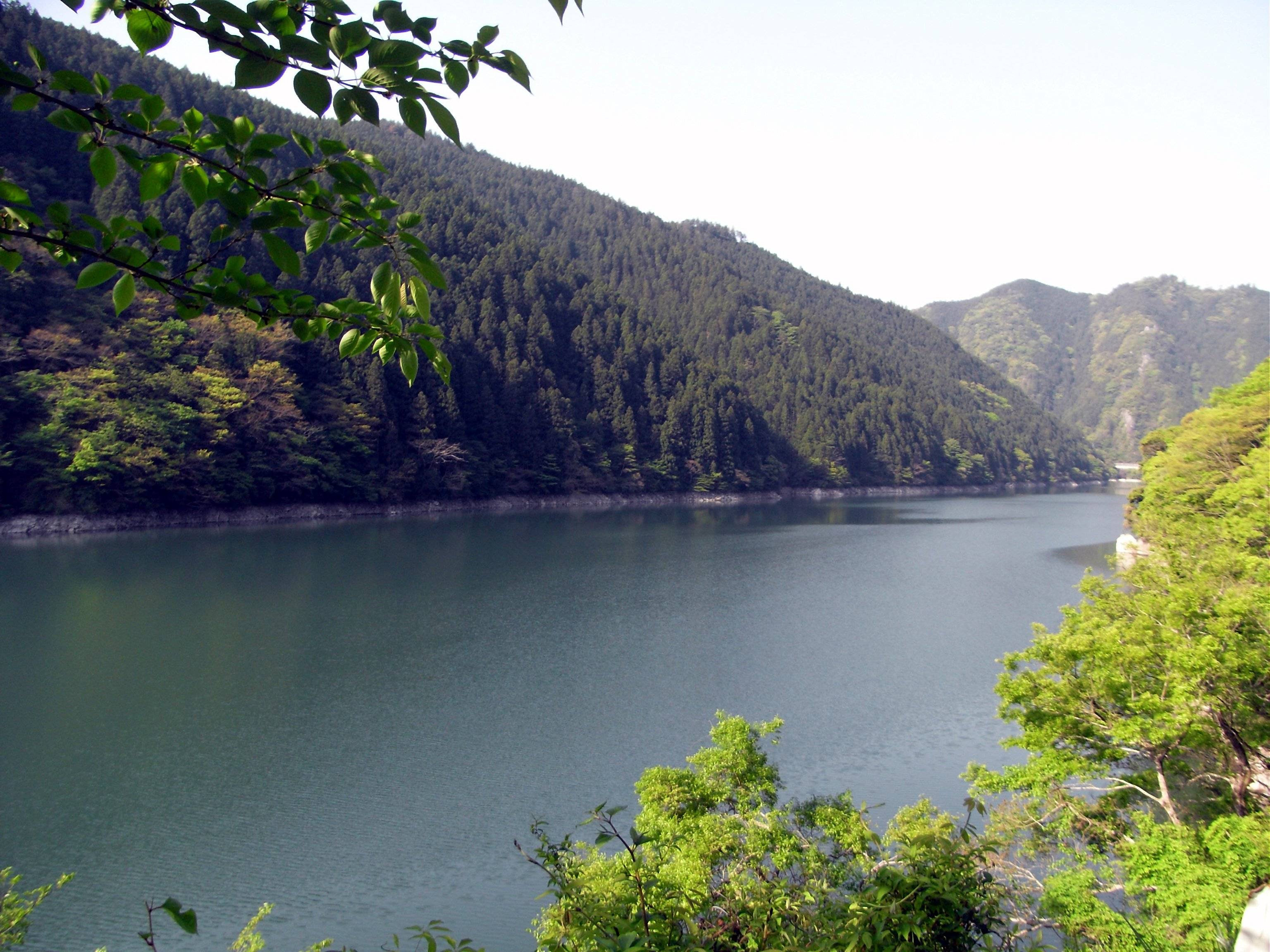
長安口貯水池。徳島県南部の重要な水がめであるが、堆砂が問題化している。

皮肉なことに、細川内ダム中止後から那賀川流域では深刻な水不足が頻発するようになった。下流の阿南市では2002年（平成14年）には25日間、2004年（平成16年）には6日間、2005年（平成17年）には113日間、2006年（平成18年）には1月から2月に掛けて厳しい給水制限が行われる程の水不足であった。特に2005年の場合は長安口ダムの貯水率は最大で4パーセントにまで下落、小見野々・川口両ダムもダム湖がほぼ枯渇する有様となり、阿南市の工業地帯における被害総額は約100億円以上という深刻な被害であった。また2004年には台風により流域は総雨量1,200ミリという猛烈な豪雨が降り注ぎ上流で土砂崩れが多発、長安口ダムには大量の流木と土砂が流入したが、このことも貯水容量に影響を与えた。ダムを管理する徳島県は貯水池上流に堆積した土砂を掘削して排出する「長安口ダム貯水池保全事業」を実施しようとしたが、漁業への影響が懸念されるとして漁業協同組合が反対し頓挫した。このため県はダム本体の改良を柱としたダム再開発事業を計画したが、財政難ということもあって着工するのは厳しい情勢であった。

## 国土交通省への移管
万策尽きた感の徳島県は飯泉嘉門知事が国土交通省に対し2004年、長安口ダムの国土交通省直轄ダム化に言及。徳島県議会も「長安口ダム直轄事業化促進決議」を採択して国への移管を要望した。これに対し国土交通省は2006年、平成19年度予算概算要求において四国地方整備局分の予算に長安口ダム改良事業の予算を要求することとなり、ダム事業の国直轄化が現実化した。そして2007年（平成19年）4月、渇水の危険性が示唆される中管理業務が国土交通省四国地方整備局那賀川河川事務所に移管された。四国では愛媛県の柳瀬ダム（銅山川）・鹿野川ダム（肱川）に次ぐ県営ダムの国直轄化である。
国土交通省は「長安口ダム改造事業」に着手することとなった。内容としては新たにゲートをダム右岸部に2門新設して洪水処理能力を強化する他、選択取水設備を設けて下流への濁水問題を解決しながら利水能力を強化するとともに、最大の問題である貯水池内の堆砂除去を図るのが主な内容である。藤田恵やまさのあつこなどのダム反対論者は、小手先の問題解決としてこれを否定、究極的には長安口ダム撤去が最良であると主張している。これに対し、当の那賀町住民達の間では、長安口ダム撤去を要望する声は極めて少数派である。
那賀川の治水整備における基本方針である「那賀川水系河川整備計画」の一環として開かれた国土交通省との住民討論会において住民達は、長安口ダムの有効活用を訴えている。そしてダム堆砂の解決が第一義であるとして美和ダム（長野県）などで実用化されている「排砂バイパストンネル」の早期着工を最も要望している。また四国電力の小見野々ダムの堆砂対策が不十分として国土交通省の行政指導を強化すべきとの声も強い。さらに、堆砂排出と並行し場所によっては140年も放置されているといわれる上流部森林の整備と林業振興を充実させて欲しいとの意見も多かった。住民達はダムに対し相当の勉強を行い、国土交通省の行政担当者と堂々と渡り合っているが、大多数はダム撤去という極論ではなく、ダムと森林整備のコラボレーションによる治水・利水対策を志向している。だが、かつての建設行政に対する不満は根強く、今後はこうした住民の声に真摯に耳を傾けながら国土交通省は那賀川の河川整備を進める必要性に迫られている。

## 観光とアクセス
ダムの傍には長安口ダム資料館である「ビーバー館」があり、ダムの役割について学ぶことが出来る。下流の水崎地区には「水崎廻り」があるが、これは四国八十八箇所霊場巡礼のミニチュア版であり、手軽に八十八箇所巡礼体験が可能である。川口ダム湖であるあじさい湖の湖畔にはもみじ川温泉や森林美術館もある。この付近は夏になると色とりどりのアジサイが見事な花を咲かせる。さらに下流には激流と奇岩が美しい渓谷を形成する鷲敷ラインがあり、八十八箇所霊場の21番札所である太龍寺もある。太龍寺はロープウェイで登る寺としても知られる。ダム上流の歩危峡は紅葉が美しく、旧木頭村内の那賀川は細川内ダムによる水没を免れた清冽な流れが目をひく。
ダムへは徳島自動車道・徳島インターチェンジから国道55号経由で橘港付近から国道195号に入り、高知市方面に直進すると到着する。徳島市内からは約70キロメートルの距離である。高知方面からは高知自動車道・南国インターチェンジより国道32号経由で国道195号に入り、阿南方面に直進する。なお、国道193号を利用することも可能であるが、絶え間ないカーブの連続と、幅1車線程度しかない隘路であるため、運転には細心の注意が必要である。またこの付近は台風や大雨の後に通行止めとなる場合があるため、道路情報にも注意しなければならない。